# Birmânia nos Jogos Paralímpicos de Verão de 1976
Birmânia participou dos Jogos Paralímpicos de Verão de 1976, que foram realizados na cidade de Toronto, no Canadá, entre os dias 3 e 11 de agosto de 1976.
Obteve 3 medalhas, das quais 1 de ouro.